# Sylvia Kristel
Sylvia Kristel (28. september 1952 – 18. oktober 2012) var en hollandsk skuespillerinde.